# Plebiscyt Przeglądu Sportowego 1931
6. Plebiscyt Przeglądu Sportowego na najlepszego sportowca Polski zorganizowano w 1931 roku.

## Wyniki
1. Janusz Kusociński – lekkoatletyka (31 183 pkt.)
2. Ignacy Tłoczyński – tenis (16 479)
3. Jadwiga Jędrzejowska – tenis (15 860)
4. Kazimierz Bocheński – pływanie (13 992)
5. Franciszek Mikrut – lekkoatletyka (12 230)
6. Jolanta Manteufflówna – lekkoatletyka (6838)
7. Halina Konopacka-Matuszewska – lekkoatletyka (6320)
8. Józef Stogowski – hokej na lodzie (5648)
9. Bronisław Czech – narciarstwo (3191)
10. Jan Arski – boks (3017)